# Saucedilla (kommun)
Saucedilla är en kommun i Spanien.   Den ligger i provinsen Provincia de Cáceres och regionen Extremadura, i den centrala delen av landet, 180 km väster om huvudstaden Madrid. Antalet invånare är 857. Arean är 60 kvadratkilometer.
Terrängen i Saucedilla är platt åt nordväst, men åt sydost är den kuperad.